# اندفاعية

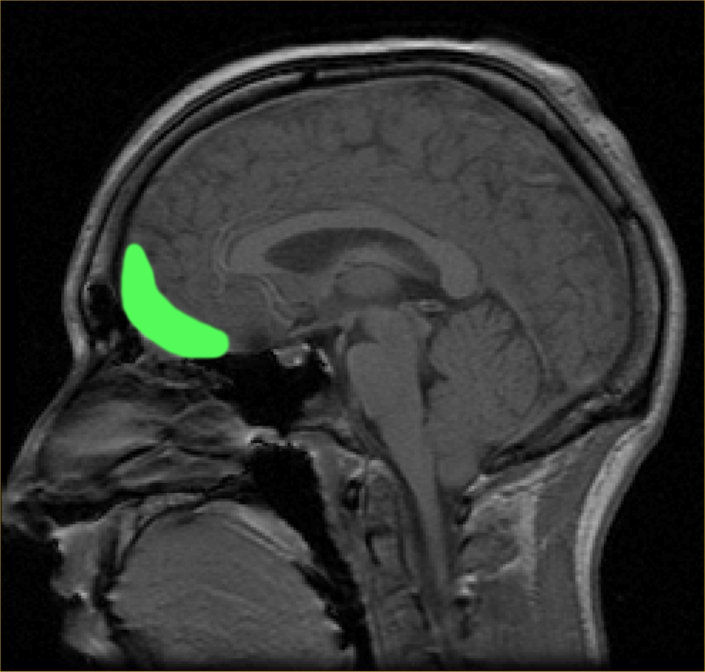

الاندفاعية (بالإنجليزية: Impulsivity) (ملاحظة 1) سلوك يقوم صاحبه نتيجة نزوة تنتابه بالتصرف بأفعالٍ تلقائيةٍ دون التفكر بالعواقب ودون أي تحكمٍ بالنفس. يصعب عادةً فهم الأفعال الاندفاعية، والتي توصف في أغلب الأحيان بأنها أفعال صبيانية ومتهوّرة وغير ملائمةٍ للموقف، وغالباً ما تنتهي بعواقبَ وخيمةٍ، والتي تُقيّم بأنها يمكن أن تهدد الأهداف والاسترتيجيات طويلة الأمد بالفشل.
يمكن أن يكون هناك شق وظيفي في الاندفاعية والذي يتضمن القيام بنشاطاتٍ وأفعالٍ دون بذل الوقت اللازم للتفكير باتخاذ المواقف المناسبة، مما ينجم عنه نتائج غير مرجوةٍ. وبالمقابل -عندما ينتج عن ذلك الفعل مردود إيجابي- لاتنظر العامة إلى هذه الاندفاعية على أنها شيء سلبي، بل كدليلٍ على الجرأة والشجاعة وسرعة البديهة والتلقائية وعدم النمطية. وعليه تتضمن الاندفاعية مكوّنين مستقلين اثنين على الأقل؛ الأول: التصرف دون بذل القدر الكافي من المداولة العقلية، والذي يمكن أن يكون وظيفياً أو لا يكون، والثاني: اختيار مكاسبَ قصيرةِ الأمدِ على حساب أهدافٍ بعيدةِ الأمدِ.

## هوامش
- ملاحظة 1 المرادفات: الاندفاعية [6] أو الدفعانية [7]